# Eupatorus
Eupatorus – rodzaj chrząszczy z rodziny poświętnikowatych i podrodziny rohatyńcowatych.
Chrząszcze o ciele długości od 42 do 70 mm. Oskórek pozbawiony jest metalicznego połysku. Czułki zbudowane są z dziesięciu członów i zakończone krótką buławką. Nadustek jest szeroko ścięty lub na różną głębokość wykrojony. Wierzchołki żuwaczek są niezmodyfikowane, zaostrzone, a zewnętrzne brzegi proste do lekko zakrzywionych. Dymorfizm płciowy jest bardzo silnie zaznaczony. Samce mają na czole długi róg, zaś na przedpleczu cztery rogi, z których dwa leżą za przednimi kątami, a dwa na tarczy. Samice z kolei mają na czole pojedynczy lub podwójny guzek, a ich przedplecze jest zwyczajnie wypukłe, pozbawione modyfikacji. Powierzchnia pokryw jest u samców naga, zaś u samic porośnięta bardzo delikatnymi szczecinkami. Barwa pokryw bywa od żółtej, przez rudą i brązową po czarną. Krótki wyrostek przedpiersia cechuje się zaokrąglonym wierzchołkiem. Odnóża mają stopy zwieńczone niezmodyfikowanymi pazurkami.  Szerokość goleni przednich jest u samców nieco mniejsza niż u samic. Po dwa szerokie zęby zbroją szczyty tylnej pary bioder. Propygidium pozbawione jest narządów strydulacyjnych.
Owady te występują od Nepalu, Bhutanu oraz Sikkimu i Asamu w Indiach przez Mjanmę po Tajlandię i Wietnam.
Rodzaj obejmuje 5 opisanych gatunków:
- Eupatorus birmanicus Arrow, 1908
- Eupatorus endoi Nagai, 1999
- Eupatorus gracilicornis Arrow, 1908
- Eupatorus hardwickei (Hope, 1831)
- Eupatorus siamensis (Laporte de Castelnau, 1867)
- Eupatorus sukkiti Miyashita & Arnaud, 1997